# Anja Lundqvist
Karin Anja Elisabet Lundqvist (Vaksala församling, Uppsala län, 7 juni 1971) is een Zweedse toneel-, film- en televisieactrice.

## Biografie
Lundqvist is de dochter van een politicoloog en verpleegster. Ze studeerde van 1995 tot en met 1999 aan de Swedish National Academy of Mime and Acting. Als twintiger kampte ze met alcoholproblemen. Lundqvist was betrokken bij het Teater Plaza, het Kungliga Dramatiska Teatern en het Stockholms stadsteater. In 2017 werd er baarmoederhalskanker bij haar vastgesteld. Ze herstelde hiervan.
In 2000 speelde Lundqvist een rol in de film Tillsammans. Het vervolg hierop, Tillsammans 99, verscheen in 2023. Voor haar bijdrage daaraan ontving Lundqvist een Guldbagge in de categorie beste vrouwelijke bijrol.

## Filmografie (selectie)
- 2000: Tillsammans - als Lena
- 2002-2007: Tusenbröder - als Annelie (12 afl.)
- 2008: Oskyldigt dömd - als Caroline Gustavsson (8 afl.)
- 2009: Stenhuggaren - als Charlotte Florin
- 2010: Maria Wern - als Rosmarie Haag (2 afl.)
- 2013: Wallander - als Gunilla Holm (1 afl.)

- 2015-2019: Gåsmamman - als Kattis Berg Antonsen (34 afl.)
- 2017: Modus - als Jessica Östlund (8 afl.)
- 2017: Alex - als Kim Leko (12 afl.)
- 2019-2022: Heder - als Janni (22 afl.)
- 2022: Lust - als Nadia (8 afl.)
- 2023: Tillsammans 99 - als Lena